# توت‌خوار رخ‌سیاه
توت‌خوار رخ‌سیاه یا توت‌خوار سیاه‌چرده (نام علمی: Dacnis lineata) نام یک گونه از سرده توت‌خوار است.